# شراب ایرانی

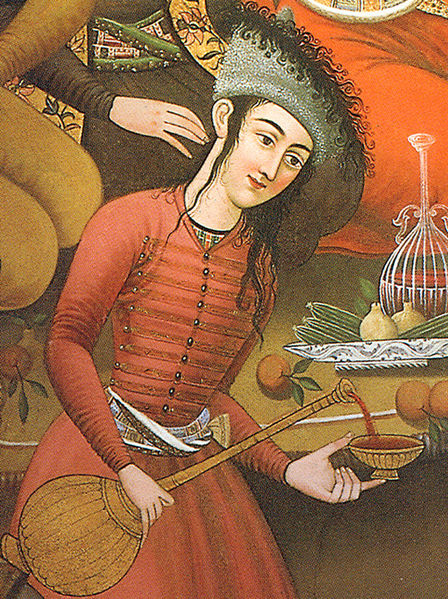
شراب در نقاشی دربار صفوی، قرن ۱۷ اصفهان.

شراب ایرانی که با نام‌های می و باده نیز شناخته می‌شود، از نمادهای تاریخی و باستانی ایرانی است و جایگاه درخور توجهی در اساطیر، ادبیات و نگارگری ایرانی داشته‌است.

## تاریخچه
مک‌گاورن در تپه حاجی فیروز در شمال غربی ایران، قفسه‌های شرابی را پیدا کرد که ساخت دوران پیش از تاریخ هستند. در آن زمان، در این منطقه از ایران، شراب را در ظرف‌هایی در بسته، به شکلی که هوا وارد آن نشود، نگهداری می‌کردند. احتمال استفاده از پسته به عنوان مزه در آن دوران، اعلام شده‌است. مک‌گاورن و هیئت تحقیقاتی او، تقریباً در همگی آشپزخانه‌های آن دهکده، به بقایای ظروفی که در آنان، شراب نگهداری می‌شده‌است، برخوردند. مک گاورن بر این باور بود که نوشیدن الکل در آن منطقه از ایران، امتیاز ویژه‌ای برای مرفهین نبوده و تمام مردان و زنان، می‌توانستند که نوشیدنی الکلی مصرف کنند.
مک گاورن همچنین در گودین تپه در ایران، با نخستین منبع آبجو، که مربوط به بیش از ۵۵۰۰ سال پیش است، روبرو شد. هنگام ساخت آبجو، سنگ‌هایی هم شکل می‌گیرند که باید آن را از آبجو جدا کرد؛ اما ظرف‌هایی که در ایران کهن، در گودین تپه در آن آبجو تهیه می‌شد، به گونه‌ای ساخته شده بودند که در هنگام ریختن آبجو، سنگ‌ها به بیرون نریزند.
اشپیگل آنلاین در مقاله‌ای نوشت: «جالب است که کشوری که امروزه در آن نوشیدن مشروب ممنوع است و مجازات به همراه دارد، در واقع، از قدیمی‌ترین تولیدکنندگان نوشیدنی‌های الکلی بوده‌است».
پژوهش‌های اخیر باستان‌شناسی تاریخ منشأ شراب‌گیری در ایران را بسیار پیش‌تر از آنچه نویسندگان قرن بیستم گمان می‌کنند، نشان می‌دهد. برای مثال، کاوش و حفاری در محوطه گودین تپه در کوه‌های زاگرس نشان دهنده وجود سفال‌هایی با قدمت تاریخی ۲۹۰۰–۳۱۰۰ پیش از میلاد، حاوی تارتاریک اسید است که تقریباً به‌طور قطع نشان دهنده حضور شراب در آن سالیان می‌باشد. حتی شواهدی مبنی بر حضور قدیمی تر شراب در تپه حاجی فیروز در اطراف شهر ارومیه نیز به دست آمده‌است.
مک گاورن و همکارانش (۱۹۹۶) با استفاده از آزمایش‌ها و آنالیزهایی بر روی کوزه‌ای نوسنگی که قدمت آن به ۵۰۰۰–۵۴۰۰ پیش از میلاد می‌رسد، وجود مقادیر بالایی از تارتاریک اسید را به اثبات رساندند.
کشف شراب در ایران از کشف آن در فرانسه دیرین‌تر است. با توجه به گفتهٔ باستان شناسان فرانسوی، نخستین شواهد استفاده از شراب در فرانسه تنها به ۵۰۰ سال پیش از میلاد بازمی‌گردد.

## در جشنواره‌ها

### شب یلدا
شب یَلدا یا شب چلّه یکی از کهن‌ترین جشن‌های ایرانی است. خوراکی‌هایی چون آجیل، انار، هندوانه، سبزی‌پلو با ماهی و گاهی آش رشته، به همراه نوشیدن شراب همگی از رسم‌هایی هستند که در شب یلدا خانواده‌های ایرانی را گرد هم آورده‌اند.

## در ادبیات
در گذشته از این شراب به عنوان دارو نیز استفاده می‌کردند؛ به عنوان نمونه، در این بیت از شعر حافظ: شراب تلخ می‌خواهم که مردافکن بود زورش - که تا یک دم بیاسایم ز دنیا و شر و شورش. به آن اشاره شده‌است.